# Werner Helbig (Mediziner)
Werner Helbig (* 26. September 1932 in Leipzig; † 2. August 2020 ebenda) war ein deutscher Hämatologe.

## Leben
Von 1952 bis zur Promotion 1957 absolvierte Helbig sein Medizinstudium in Leipzig. Daneben studierte er Chemie und schloss das Studium mit dem Diplom 1965 ab.
Er heiratete nach Scheidung ein zweites Mal.

## Wirken
Helbig bildete sich an der Medizinischen Klinik in Leipzig unter Rolf Emmrich weiter. Er wurde 1965 Funktionsassistent, 1972 Oberarzt und Leiter der Abteilung Hämatologie und Onkologie. Er war beratender Hämatologe des Bezirksarztes von Leipzig. Ab Mitte der siebziger Jahre bereitete er die Durchführung der Knochenmarktransplantation (KMT) vor, baute eine Sterilpflegeeinheit auf und optimierte die supportive Hämotherapie. 1979 hospitierte er für ein Vierteljahr an der KMT-Einheit des Fred Hutchinson Cancer Research Center in Seattle bei Edward Donnall Thomas und Rainer Storb sowie in Baltimore, City of Hope (Duarte) bei Karl-Georg Blume, Los Angeles und New York. Im Jahr 1980 führte er in Leipzig die erste allogene KMT durch, bei der das Knochenmark von einem passenden Spender entnommen wird. Ein Jahr später, 1981, führte er die erste autologe Knochenmarktransplantation durch, bei der das eigene Knochenmark des Patienten verwendet wird. 1987 leitete er das internationale Symposium on Bone Marrow in Leipzig. 1983 wurde er zum ordentlichen Professor der Universität Leipzig berufen und 1990 zum Vorsitzenden der Gesellschaft für Hämatologie und Bluttransfusion der DDR. Helbig leitete von 1985 bis über seine Emeritierung im Jahr 1997 hinaus die Studiengruppe der Sektion Hämatologie der Gesellschaft für Hämatologie und Bluttransfusion der DDR bzw. der Ostdeutschen Studiengruppe für Hämatologie und Onkologie.

## Veröffentlichungen (Auswahl)
- Zur Beeinflussung atherogener Parameter, der tierexperimentellen und menschlichen Atherosklerose durch oberflächenaktive Substanzen. Universität Leipzig, Bereich Medizin, Leipzig 1972.
- Anleitung für die hämatologische und klinisch-chemische Labordiagnostik. Medizinische Klinik d. Karl-Marx-Universität, Leipzig 1966.
- Der Heilungsverlauf bei Halswirbelfrakturen und -luxationen. Leipzig 1957.

## Ehrungen
- 2002: Ehrenmitglied der Deutschen Gesellschaft für Hämatologie und Medizinische Onkologie[3]